# Porto–Vigo nagysebességű vasútvonal
A Porto–Vigo nagysebességű vasútvonal egy tervezés alatt álló normál nyomtávú (1435 mm), kétvágányú, 25 kV 50 Hz-cel villamosított nagysebességű vasútvonal a második legnagyobb portugál város, Porto és a spanyol Vigo között. A tervek szerint a vonatok maximum 350 km/h sebességgel haladnának, így az eljutási idő a mai 2 óra 23 perc helyett mindössze 30 perc lenne a két város között. Ezzel a vonallal a két ibériai ország között létrejönne az első normál nyomtávú vasúti kapcsolat. Várható átadása 2030 előtt várható.

## Háttér
Napjainkban a két város között a Celta nevű nemzetközi vonat közlekedik naponta kétszer, mindkét irányba. a menetidő 2 óra 23 perc.
Portugália már az 1990-es évektől tervezi az új nagysebességű vasúti kapcsolatok kiépítését, melyet aztán 2005-ben, hivatalosan is bejelentett.
Az alábbi viszonylatokat szerették volna kiépíteni:
- Madrid-Lisszabon nagysebességű vasútvonal;
- Lisszabon–Porto nagysebességű vasútvonal;
- és a Portótól a spanyolországi Vigóig tartó vonalat.

A terveket a 2009-es gazdasági válság miatt törölték.
2020-ban a tervet újraaktiválták a portugál kormány azon kezdeményezése részeként, hogy 43 milliárd eurót fektessenek infrastrukturális projektekbe 2030-ig.
A kezdeti szakasz egy vonalból áll majd Braga és Vigo között, 900 millió euró költséggel,  és a két város közötti javasolt 30 perces utazási idővel.

## Útvonal
A vonal Porto és Vigo között érinti a Portói repülőteret, keresztülhalad Bragán és Valençán keresztül, megszüntetve a meglévő Linha do Minho kapacitáshiányát. Vigónál csatlakozna az atlanti tengely nagysebességű vasútvonalhoz.